# Guradamole (woreda, Oromia)
Pour les articles homonymes, voir Guradamole.
Guradamole (Guradamoleou Gura Damole) est un woreda du sud de l'Éthiopie, situé dans la zone Bale de la région Oromia. Il a 28 961 habitants en 2007. Son chef-lieu est Raytu Anole ou Raytu Ketema.

## Géographie
Limitrophe de la région Somali à l'est, le woreda Guradamole est entouré dans la zone Bale de la région Oromia par les woredas Meda Welabu au sud, Mena et Berbere à l'ouest, Goro au nord et Dawe Kachen au nord-ouest.
Son chef-lieu, Raytu Anole ou Raytu Ketema,, se trouve à l'extrémité nord-ouest du woreda, une trentaine de kilomètres au sud de Goro.

## Démographie
En 2006, l'Atlas of the Ethiopian Rural Economy estime la densité de population à moins de 5 personnes par km2 en moyenne dans le woreda Guradamole.
D'après le recensement national réalisé en 2007 par l'Agence centrale de la statistique d'Éthiopie, le woreda compte 28 961 habitants et 4 % de la population est urbaine.
La plupart des habitants (99 %) sont musulmans et 1 % sont orthodoxes.
Avec 1 269 habitants en 2007, Raytu Anole est la seule agglomération recensée dans le woreda.
En 2022, la population du woreda est estimée à 41 347 personnes avec une densité de population de 10 personnes par km2 et 4 103 km2 de superficie.